# Finkolo Ganadougou
Finkolo Ganadougou è un comune rurale del Mali facente parte del circondario di Sikasso, nella regione omonima.